# Tom Allom
Tom Allom (...) è un produttore discografico, tastierista e tecnico del suono britannico, famoso per avere prodotto i Judas Priest lungo tutti gli anni ottanta.
Debuttò come tecnico del suono nei primi album dei Black Sabbath, dove era impegnato anche come tastierista. Successivamente produsse Strawbs, Pat Travers, The Tourists, Judas Priest, Kix, Krokus, Def Leppard, Rough Cutt, Nantucket, Doc Holliday, Whitford-St. Holmes, Cobra, Y&T, Loverboy, Urgent, Jetboy, The Works e Ashes & Diamonds.

## Tecnico del suono

### Black Sabbath
- 1970 - Black Sabbath
- 1970 - Paranoid
- 1971 - Master of Reality
- 1972 - Black Sabbath, Vol. 4
- 1973 - Sabbath Bloody Sabbath

## Produttore discografico

### Strawbs
- 1973 - Bursting at the Seams
- 1974 - Ghosts
- 1974 - Hero & Heroine
- 1975 - Nomadness

### Pat Travers
- 1978 - Go for What You Know

### The Tourists
- 1979 - Reality Effect
- 1980 - Luminous Basement

### Judas Priest
- 1979 - Unleashed in the East
- 1980 - British Steel
- 1981 - Point of Entry
- 1982 - Screaming for Vengeance
- 1984 - Defenders of the Faith
- 1986 - Turbo
- 1987 - Priest...Live!
- 1988 - Ram it Down
- 2009 - A Touch of Evil: Live
- 2016 - Battle Cry
- 2018 - Firepower

### Nantucket
- 1980 - Long Way to the Top

### Def Leppard
- 1980 - On Through the Night

### Doc Holliday
- 1980 - Doc Holliday
- 1981 - Doc Holliday Rides Again

### Kix
- 1981 - Kix

### Whitford-St. Holmes
- 1981 - Whitford-St. Holmes

### Cobra
- 1983 - First Strike

### Krokus
- 1983 - Headhunter

### Y&T
- 1984 - In Rock We Trust

### Rough Cutt
- 1985 - Rough Cutt

### Loverboy
- 1985 - Lovin' Every Minute of It

### Urgent
- 1987 - Thinking Out Loud

### Jetboy
- 1988 - Feel the Shake

### The Works
- 1989 - From Out of Nowhere

### Ashes & Diamonds
- 1993 - Heart of an angel